# Tomorrow (band)
Tomorrow was een Britse rockband die van 1967 tot 1968 een rol speelde bij de ontwikkeling van de psychedelische rock in Londen. Hoewel ze als liveband een attractie waren en op radio en televisie te zien waren, bleef commercieel succes uit.

## Bezetting
- John 'Junior' Wood[2] (basgitaar)
- John Charles Alder[3] (drums)
- Keith Hopkins[4] (zang)
- Steve Howe[5] (gitaar)
- Twink[6] (drums)

## Geschiedenis
Steve Howe, Keith West, John 'Junior' Wood en John Charles Alder speelden bekende soul- en r&b-nummers onder de naam The In Crowd, voordat ze hun eigen composities gingen spelen en zichzelf Tomorrow noemden. In 1966 zou de band verschijnen in de film Blow Up van Michelangelo Antonioni, maar in plaats daarvan werd gekozen voor The Yardbirds. Tomorrow was wel te zien in de film Smashing Time, waar ze verschenen als The Snarks. John Pearce, een kledinghandelaar, verving de zieke Junior Wood. De filmmuziek was echter van de band Skip Bifferty.
Het nummer My White Bicycle, uitgebracht als single in mei 1967, is geïnspireerd op het wittefietsenplan van de provo Luud Schimmelpennink, die voorstelde deelfietsen gratis beschikbaar te stellen in Amsterdam. De bekendste coverversie van het nummer is van de hardrockband Nazareth (1975). Muziekproducent Joe Boyd, die halverwege 1967 Tomorrow als opvolger van Pink Floyd naar de London UFO Club haalde, gebruikte de songtitel voor zijn boek White Bicycles - Making Music uit 2006 in de jaren 1960. Keith West scoorde in 1967 een wereldwijde hit met Excerpt from A Teenage Opera (ook bekend als Grocer Jack) van Mark Wirtz' Teenage Opera-project. Dat succes kon hij niet herhalen. Steve Howe werd later de gitarist van de artrockband Yes. Twink nam het conceptalbum S.F. Sorrow op met The Pretty Things, voordat hij de Pink Fairies formeerde.

## Discografie

### Singles
- 1967 - My White Bicycle / Claramount Lake (Parlophone)
- 1967 - Revolution / Three Jolly Little Dwarves (Parlophone)

### Albums
- 1968 - Tomorrow (Parlophone)
- 1998 - 50 Minute Technicolor Dream (RPM)